# Arnulf Dümmel
Arnulf Dümmel (* 1951/1952 in Zizishausen) ist ein ehemaliger deutscher Handballspieler und -trainer.
Er begann mit dem Handball beim TSV Zizishausen und spielte ab 1968 bei der SpVgg 1887 Möhringen in der Bundesliga Süd. 1970 wechselte er zu Frisch Auf Göppingen. 1972 und 1973 war er Mitglied der TSG Oßweil und von 1973 bis 1984 wieder Spieler von Frisch Auf Göppingen. Sein Markenzeichen im Angriff war der Seitfallwurf. Ende der 1970er Jahre und 1982 wurde der 1,80 Meter große, auf Rechtsaußen eingesetzte Spieler zu Lehrgängen der bundesdeutschen Nationalmannschaft eingeladen.
1984 wechselte er als Spielertrainer zum VfL Kirchheim, mit dem er 1985 aus der Oberliga abstieg. Er betreute die Mannschaft hernach in der Saison 1985/86 in der Landesliga, danach kam es zur Trennung. 1988 übernahm Dümmel das Traineramt bei Frisch Auf Göppingen und übte dieses im Spieljahr 1988/89 aus, in dem der Bundesliga-Klassenerhalt verfehlt wurde. Es folgten bis 2003 weitere Stationen als Trainer.
Beruflich wurde er nach dem in Tübingen durchlaufenen Chemie- und Sportstudium als Lehrer am Hölderlin-Gymnasium Nürtingen tätig. In der Nürtinger Kommunalpolitik war er für die Liste Aktive Bürger Stadtrat.